# Morbid Angel
Morbid Angel es una banda de death metal procedente de Florida, Estados Unidos. Es considerada una banda pionera dentro del estilo junto a grupos como Death, Obituary y Possessed. Fue formada en 1983 por su guitarrista, líder y único miembro original constante de la agrupación, Trey Azagthoth. 

## Historia
Trey Azagthoth junto a Mike Browning y David Vincent comenzaron un grupo musical llamado Morbid Angel. El primer disco que grabaron fue Abominations of Desolation, en 1986 y que en teoría iba a tratarse de su álbum debut, pero finalmente fue descartado como tal debido a la inconformidad de la banda con el material grabado, por lo que su primer disco oficial es Altars of Madness, editado en 1989. Aun así, Abominations of Desolation fue lanzado más tarde en 1991. Con sus guitarras y la voz de Vincent, el debut oficial se convirtió en un sonido nuevo y llamativo dentro del estilo.
En 1991 editaron Blessed are the Sick, que se alejó de la agresividad de su trabajo previo, adentrándose en terrenos más oscuros y atmosféricos. Con su siguiente trabajo, Covenant, volvieron de nuevo a la agresividad y velocidad de su primer álbum, siendo la primera banda de death metal que firmaba con una discográfica importante.
Domination, criticado en inicio por el refinamiento del estilo, se convirtió en su obra capital y en uno de los discos pilares de un género que ya empezaba a agotarse, expandiendo y fundamentando todo aquello que antes habían realizado. 
Tras la marcha de David Vincent, Formulas Fatal to the Flesh supuso un retorno hacia sus orígenes, con un sonido más rápido, primitivo y brutal, a veces cercano al de su primera demo, a la vez que evolucionaban técnicamente. Su siguiente disco, Gateways to Annihilation, apostó por una mejor producción, y un sonido en general más lento y masivo. Continuando con la alternancia entre los estilos de sus discos, con Heretic volvieron de nuevo a la crudeza, con una original producción y temas contundentes a la vez que intrincados.
En marzo de 2010 se informó que Pete Sandoval sería sometido a una cirugía de espalda, lo que le impediría tocar con Morbid Angel. El reemplazante de Sandoval fue Tim Yeung, quien se dedicó a grabar la batería para el siguiente álbum del grupo. El título del disco fue Illud Divinum Insanus, el cual contó nuevamente con David Vincent en las voces. Es un disco polémico que en algunos temas varía mucho el sonido de la banda, incorporando muchas influencias de la música gabber y el rock industrial, pero siempre con el personal estilo del guitarrista Trey Azagthoth.
Como curiosidad, sus álbumes han sido lanzados en orden alfabético. Trey Azagthoth comentó en una entrevista que fue una coincidencia con respecto a los dos primeros lanzamientos, pero que se ha hecho conscientemente desde entonces.

## Miembros

### Actuales
- Trey Azagthoth - guitarra, sintetizador guitarra, teclados, voces (1983 - presente).
- Steve Tucker - voz, bajo (1997–2001, 2003–2004, 2015–presente).
- Scott Fuller - batería (2017-presente).
- Dan Vadim Von - guitarra (2017-presente).

### Anteriores
Bajo
- David Vincent (1986-1996, 2004-2015)
- Dallas Ward (1983-1985)
- John Ortega (1985-1986)
- Jared Anderson (2001-2002)
- Sterling Von Scarborough (1986)
- Steve Tucker (1997-2001, 2003-2004)

Batería
- Tim Yeung (2010-2015)
- Mike Browning (1983-1986)
- Wayne Hartsell (1986-1988)
- Pete Sandoval (1988-2010).

Guitarras
- Destructhor (2008-2015)
- Richard Brunelle (1985-1992, 1994, 1998)
- Gino Marino (1992-1993)
- Erik Rutan (1993-1996, 1999-2002, 2006)
- Tony Norman (2003-2006)

Voz
- Kenny Bamber (1985)
- Michael Manson (1986)
- Steve Tucker (1997-2001, 2003-2004)
- Jared Anderson (2001-2002)

## Discografía

### Álbumes
- Altars of Madness (1989)
- Abominations of Desolation (grabado en 1986, pero lanzado en 1991)
- Blessed are the Sick (1991)
- Covenant (1993)
- Domination (1995)
- Entangled in Chaos (1996)
- Formulas Fatal to the Flesh (1998)
- Gateways to Annihilation (2000)
- Heretic (2003)
- Illud Divinum Insanus (2011)
- Juvenilia (2015)
- Kingdoms Disdained (2017)

### EP
- Laibach Remixes (1994)
- Gateways to Annihilation (Radio Sampler) (2000)
- Complete Acid Terror (2017)

### Sencillos
- Rapture (1993)
- Where The Slime Live (1995)

### Videos promocionales
- Immortal Rites (1991)
- Blessed Are The Sick (1991)
- God Of Emptiness (1993)
- Rapture (1993)
- Where The Slime Live (1995)
- Enshrined By Grace (2003)
- Garden Of Disdain (2017)